# Potraga za istorijskim Isusom
Pojam istorijski Isus se odnosi na naučnu rekonstrukciju života Isusa iz Nazareta. Ova rekonstrukcija se temelji na istorijskim metodama, uključujući kritičku analizu tekstova jevanđelja kao primarnih izvora za njegovu biografiju, zajedno sa razmatranjem istorijskog i kulturnog konteksta u kojem je živeo.
Potraga za istorijskim Isusom je započela u doba prosvetiteljstva i počiva na pretpostavci da Novi zavet ne prenosi nužno realne istorijske podatke o Isusovom životu, već mitologizovanu sliku. Nasuprot istorijskog Isusa, takav biblijski opis se često naziva "Hristom vere". Pored Novog zaveta, podaci o Isusovom životu se temelje i na drugim starim zapisima. Tako se slika o istorijskom Isusu nadopunjava sa svakim otkrićem novih materijala (poput velikog otkrića biblioteke Nag Hamadi u 20. veku). Svrha istraživanja je prikupljanje građe iz različitih izvora i njihovo kritičko slaganje u jedinstvenu sliku Isusa. Upotreba pojma istorijski Isus implicira da će se osoba rekonstruisana na taj način razlikovati od one prikazane u zaključcima vaseljenskih sabora (tzv. „dogmatski Hrist“). Mišljenja se dosta razlikuju o tome koliko čvrstih istorijskih činjenica zaista postoji o Isusu, kao i koliko hrišćanska vera dobija ili gubi pronalaženjem takvih činjenica.

## Naučne metode
Brojni metodi su razvijeni radi kritičke analize postojećih izvora:
- Starost. Istoričari daju prednost starijim izvorima o Isusu, i uglavnom se ne obaziru na izvore nastale više od veka nakon Isusove smrti.[10] Na primer, jevanđelje po Marku je najstarije kanonsko jevanđelje i primarni izvor informacija o Isusu.
- Višestruka potvrda. Kada više nezavisnih izvora prenesu slične navode, onda je gotovo sigurno tradicija starija od izvora. Na primer, činjenica da je Isus imao grupu bližih učenika je potvrđena i kod Marka i kod Jovana. Međutim, višestruka potvrda nije isto što i nezavisna potvrda; na primer Matej i Luka koriste Markovo jevanđelje kao izvor, pa je priča koju prenose ta tri jevanđelja potvrđena samo u jednom nezavisnom izvoru.[10]
- Istorijski kontekst. Izvor je pouzdaniji ako navodi imaju smisla u okviru kulture u kojoj se radnja odvija.[11] Npr, neki navodi iz gnostičkih jevanđelja imaju smisla u kontekstu kasnijih gnostičkih verovanja, ali ne u kontekstu judaizma ili ranog hrišćanstva iz 1. veka.
- Jezička analiza. Određeni zaključci se mogu izvući iz jezičke analize jevanđelja. Na primer, ako razgovor ima smisla samo na jeziku pisanog izvora vrlo je verovatno da autor izveštava o nečem različitom od originalne istorijske činjenice. Npr, razgovor između Isusa i Nikodima (iz 3. glave Jovanovog jevanđelja) ima smisla jedino na grčkom (jeziku pisanog izvora), ali ne i na aramejskom, jeziku na kom su verovatno razgovarali.[11]
- Kriterijum neugodnosti ili kriterijum različitosti. Tvrdnje različite od autorove agende su verovatno pouzdanije. Na primer, ako je raspeće bilo poniženje za rane hrićane, verovatno ne bi tvrdili da je Isus raspet osim ako zaista nije.[12]
- Autorova agenda. Ovaj kriterijum je obrnut kriterijumu razlike. Kada prezentovani materijal služi pretpostavljenim namerama autora ili urednika, tada je sumnjiv.[13] Na primer, razni delovi jevanđelja, poput pokolja nevinih, oslikavaju Isusov život kao ispunjenje proročanstva, i stoga pre prikazuju agendu autora nego istorijski događaj.

Većina savremenih istraživanja uzima kriterijum verodostojnosti za temelj istorijskog istraživanja, pre nego kriterijum različitosti.

## Hronologija istraživanja
Tradicionalno, zapadni proučavaoci su držali navode jevanđelja autoritativnim i bogonadahnutim. Tokom hrišćanske epohe srednjeg veka, svako drugačije mišljenje je predstavljalo jeres i bilo je kažnjivo. Sa epohom prosvetiteljstva, krajem 18. veka, naučnici su počeli da preispituju navode jevanđelja. Između 1744. i 1767, Hermann Samuel Reimarus je napisao traktat kojim odbacuje čuda i optužuje autore Biblije za prevaru, ali ga nije objavio. Nemački kritičar Gotthold Ephraim Lessing je ubrzo po Reimarusovoj smrti objavio njegove zaključke.
Године 1835, godine nemački teolog David Štraus skandalizuje hrišćansku Evropu svojim delom "Das Leben Jesu, kritisch bearbeitet" ("Isusov život, kritički ispitan"). Ova Štrausova biografija Isusa je utrla put modernom jevanđeoskom kriticizmu. Štraus objašnjava čuda kao prirodne događaje koji su pogrešno shvaćeni ili interpretirani. Francuski filozof Ernest Renan je 1863. objavio rekonstrukciju Isusovog života u kojoj je Isus prvi put prikazan jednostavno kao ljudska osoba. Istorijski Isus je imao uticaja na liberalni protestantizam u Nemačkoj i na pokret društvenog jevanđelja u Americi. Nemački teolog William Wrede (1859—1906) je kritički preispitivao istorijsku pouzdanost Marka i tražio objašnjenje mesijanske tajne. Francusko-nemački filozof Albert Švajcer je 1906. godine objavio svoju čuvenu knjigu „Potraga za istorijskim Isusom“, kojom kritikuje i istorijsko istraživanje Isusa njegovog vremena, i tradicionalne hrišćanske poglede. 1945. je otkrivena koptska biblioteka Nag Hamadi, čija su dela 1970-ih postala dostupna javnosti, što je donelo mnogo novog materijala naučnicima. 1980-ih je osnovan američki Jesus Seminar, koji okuplja kritičke proučavaoce Biblije.
Danas je istorijsko izučavanje Isusovog života veoma razvijeno, zahvaljujući boljem poznavanju prvovekovnog judaizma, preporodu rimokatoličkih kritičkih istraživanja, prihvatanju istorijskih metoda među hrišćanskim denominacijama, literarnoj analizi Isusovih izreka i sociološkim uvidima. Isusa kao istorijsku ličnost treba razumeti u kontekstu života u Rimskoj Judeji prvog stoleća, a ne u kontekstu hrićanske doktrine kasnijih vekova.

## Teorije o Isusu
Naučnici vide istorijskog Isusa kao začetnika pokreta obnove unutar judaizma, koji je vremenom prerastao u hrišćansku crkvu. Spor postoji oko toga da li je Isusovo carstvo nebesko predstojeći apokaliptični događaj ili nešto unutarnje, dostižno vernicima.
Neki naučnici vide Isusa kao apokaliptičnog proroka koji se zalaže za obnovu Izraela. Isus lično bi vladao budućim božjim kraljevstvom dvanaest plemena Izraela, zajedno sa dvanaestoricom apostola. Drugi smatraju da Isus nije proricao buduću apokalipsu, već je njegovo “kraljevstvo” bilo prisutno ovde i sada i dostupno svim Jevrejima. Isusova eshatologija je bila lične i socijalne prirode, kao Gandijeva, pre nego apokaliptična. Ovi naučnici apokaliptične izjave koje se pripisuju Isusu smatraju kasnijim dodacima, nastale možda pod uticajem sledbenika Jovana Krstitelja koji su se priključili hrišćanskom pokretu. Postoje i naučnici koji prihvataju sliku Isusa iz Biblije takvu kakva jeste, tvrdeći da se natprirodni događaji i čuda, poput vaskrsenja, ne mogu proveravati istorijskim metodama.
Neki marksisti, poput Kauckog, vide Isusa kao preteču komunizma, jer je, prema Delima apostola (2:44 i 4:32-5:12), zasnovao komunističku zajednicu. Lav Tolstoj je Isusovo učenje smatrao veoma bliskim hrišćanskom anarhizmu.
Britanski naučnik jevrejskog porekla Hyam Maccoby smatra da je Isus bio farisej, dokazujući da su mnoga njegova shvatanja bliska farisejskim. On dokazuje da su priče u jevanđeljima uređivane u antijevrejskom smeru, pod uticajem pavlijanizma. I američki naučnik Robert Eisenman deli mišljenje da su mnoge priče u jevanđeljima delo prorimske propagande Pavla Tarskog i njegove frakcije.

## Kritike
Pokušaji istorijske rekonstrukcije Isusa nailaze na razne kritike - od kritike zbog apriori odbacivanja svih elemenata natprirodnog, do kritike zbog pripisivanja istorijskog statusa izmišljenom liku.
Rudolf Bultman smatra da istorijska istraživanja otkrivaju veoma malo o istorijskom Isusu. Džon Paul Mejer (John Paul Meier), profesor teologije na Univerzitetu Notr Dam, smatra da je potraga za istorijskim Isusom često bila više motivisana željom za proizvodnjom alternativne hristologije nego istinskom istorijskom potragom. Mejer zaključuje: "Mislim da dosta konfuzije proizlazi iz činjenice što ljudi tvrde da se bave potragom za istorijskim Isusom, iako se de facto bave teologijom".
Neki smatraju da su moderne biblijske stipendije nedovoljno kritičke i da favorizuju apologete. Profesor istorije Donald Akenson napominje da je ogromna većina biblijskih naučnika zaposlena u institucijama čiji su koreni u verskim uverenjima. Zbog toga su, više nego bilo koja druga akademska grupa, biblijski istoričari pod ogromnim pritiskom da teologizuju svoj istorijski rad. Biblijske naučnike takođe optužuju da su nenakloni saopštavanju javnosti stvari koje će biti uznemirujuće za hrišćanske vernike.
Istoričar religije Džozef Hofman smatra da nikada nije bilo pravog "metodološkog agnostičkog pristupa pitanju istorijskog postojanja Isusa." Neki autori, kao Earl Doherty, George Albert Wells i Robert M. Price dovode u pitanje Isusovo postojanje, i smatraju da pokušaji da se iz jevanđelja rekonstruiše njegov život daju jevanđeljima previše kredibiliteta. Neki autori smatraju da je mit o Hristu nastao na osnovu nekih starijih religija, poput grčke i egipatske. Filozof Bertrand Rasel je takođe sumnjao u postojanje Isusa.
Potragu za istorijskim Isusom takođe kritikuju kao previše zapadnu, previše belu, previše buržoasku i previše mušku.

## Literatura
- Schaberg, Jane (1997). „A Feminist Experience of Historical·Jesus Scholarship”.  Ур.: William E. Arnal and Michel Desjardins. WHOSE HISTORICAL JESUS?. Ontario: Wilfrid Laurier University Press. стр. 146. ISBN 978-0-88920-295-5. „...I wanted also to address the issue of what seems to me its present ineffectuality, its lack of contribution: that is, the ignoring, censoring, dismissing, silencing and trivializing of feminist scholarship, as well as its appropriation without attribution, which is a form of silencing...”
- BOND, HELEN (2011). „The Quest for the Historical Jesus: An Appraisal”.  Ур.: Delbert Burkett. The Blackwell Companion to Jesus. West Sussex, United Kingdom: Blackwell Publishing Ltd. стр. 346. ISBN 978-1-4051-9362-7. „It is often said to be too western, too white, too bourgeois (Georgi 1992 ), and too male (aside from Sch ü ssler Fiorenza, Fredriksen, and Corley 2002, very few women write “ Jesus books ” ).”
- Akenson, Donald (1998). Surpassing wonder: the invention of the Bible and the Talmuds. University of Chicago Press. стр. 539—555. Приступљено 2011-Jan-08. „...The point I shall argue below is that, the agreed evidentiary practices of the historians of Yeshua, despite their best efforts, have not been those of sound historical practice...” Проверите вредност парамет(а)ра за датум: |access-date= (помоћ)
- Theißen, Gerd; Merz, Annette (1998). The Historical Jesus: A Comprehensive Guide. Augsburg Fortress, Publishers. ISBN 978-0-8006-3123-9.
- Vermès, Géza (1981). Jesus the Jew: a historian's reading of the Gospels. Fortress Press. стр. 12. ISBN 978-0-8006-1443-0. Приступљено 15. 9. 2010.
- A., Markus N. Bockmuehl (2001). The Cambridge companion to Jesus. Cambridge University Press. стр. 160. ISBN 978-0-521-79678-1. Приступљено 15. 9. 2010.
- Meyer, Marvin; Kasser, Rodolphe; Wurst, Gregor (2008). The Gospel of Judas. National Geographic Books. стр. 107. ISBN 978-1-4262-0048-9. Приступљено 15. 9. 2010.
- Ehrman, Bart D. (2004). The New Testament: A Historical Introduction to the Early Christian Writings. Oxford University Press. ISBN 978-0-19-515462-7.

## Spoljašnje veze
- (језик: енглески) Isus Hrist (Encyclopædia Britannica). Prvi odeljak napisao E. P. Sanders, možda najcenjeniji stručnjak za istorijskog Isusa.
- (језик: енглески) Istorijski Isus (New Testament Gateway)
- (језик: енглески) Od Isusa do Hrista
- (језик: енглески) Prikaz Potrage za istorijskim Isusom Johna Dicksona
- (језик: енглески) Članci o istorijskom Isusu Архивирано на веб-сајту  (16. јул 2012) Williama Lanea Craiga
- (језик: енглески) Fakultetska strana Paule Fredriksen, sa člancima o istorijskom Isusu